# 遅発性筋肉痛
遅発性筋肉痛（Delayed onset muscle soreness, DOMS）とは、慣れない、もしくは激しい運動を行ったあとの数時間から数日間に、筋肉に感じられる疼痛および筋硬直である。

## 原因
DOMSの主原因となる運動は、筋肉が収縮方向とは逆方向に引きのばされながら力を発揮（伸張性収縮、或いはエキセントリック収縮）する運動である。筋肉を収縮させながら力を発揮（短縮性収縮、或いはコンセントリック収縮）する運動ではほとんどDOMSが生じない。
例として、筋力トレーニングにおけるベンチプレス運動を大胸筋の視点からみたとき、バーベルやダンベルを挙上していく動きが「短縮性収縮」、下ろしていく動きが「伸張性収縮」となり、この場合は器具の重量に抵抗しながらゆっくりと下ろす動きが大胸筋の筋肉痛を生む主要因になる。他の例として、坂道や階段を駆け下りる動きは大腿四頭筋や下腿三頭筋に伸張性収縮を発生させる。

## メカニズム

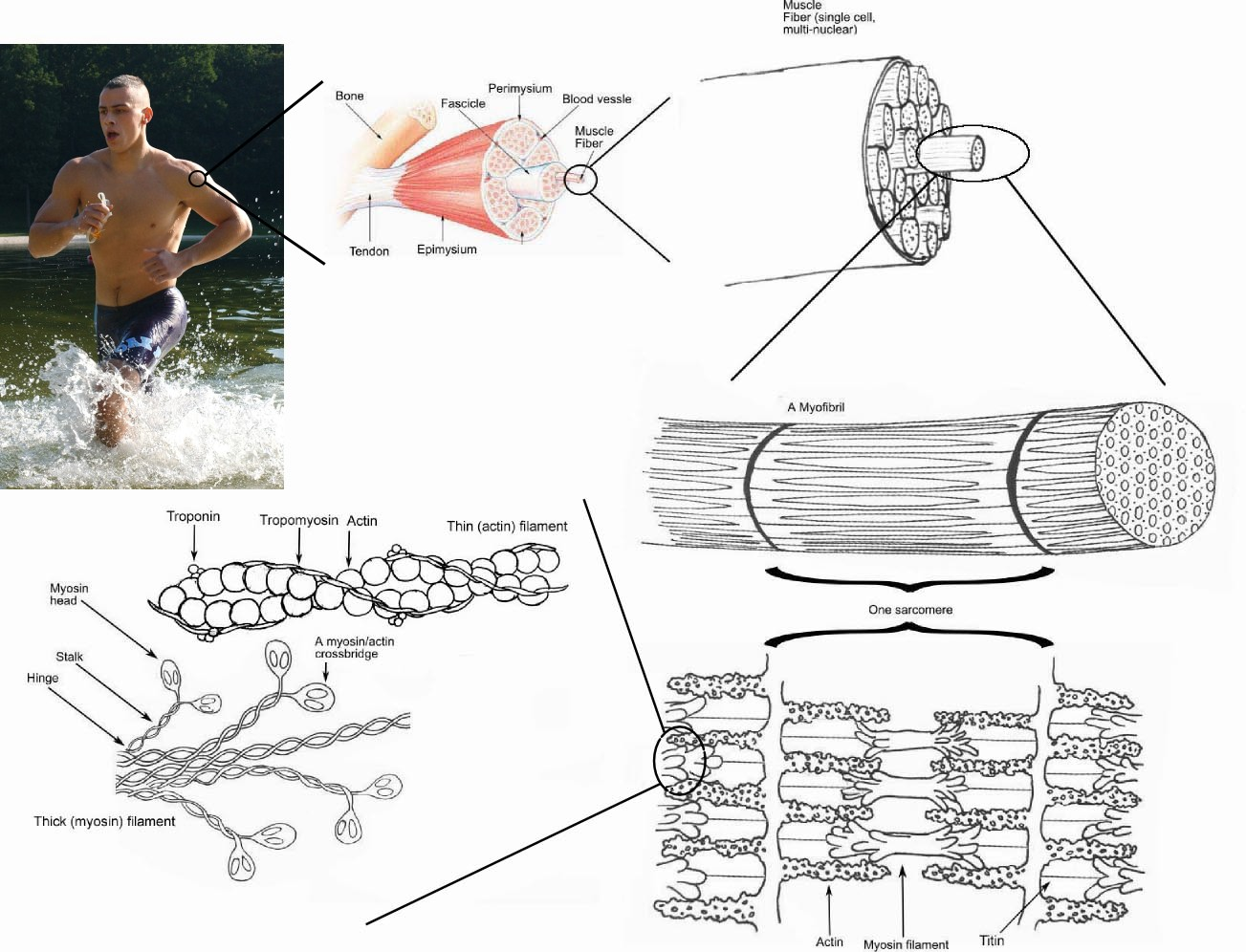
骨格筋（クリックして拡大）。

痛みのメカニズムについてはいくつかの仮説があるが、統一された学説となるには至っていない。
骨格筋は数千本の筋線維が束になり、この束を筋膜が包むように形成されるが、痛覚を伝える神経終末は筋膜には接合しているものの筋線維には接合していない。このため、伸張性収縮などによって筋肉が過負荷を受けた瞬間（筋線維がミクロレベルで損傷した瞬間）に痛みを感じることはない。よって筋肉痛の原因は、筋肉自体の損傷ではない。ただし、筋膜までも損傷するような疾患（一般的に「肉離れ」と称するもの）の場合は即痛みを伴う。
一般的な説明として多いのは、「運動で生じる『乳酸』の一部が筋肉中の毛細血管に長時間残存し、これが筋肉への酸素供給を阻害して鈍痛を引き起こす（肩こり等と同様の現象）」という仮説である。しかし、伸張性運動の場合に筋肉痛が発生しやすいこと、血液中の乳酸値が運動後比較的速やかに下がってしまうことなどとの矛盾が指摘されている。

### 加齢による遅発性筋肉痛
金哲彦監修の著書「ランニング・スタート・ブック」では、上記回復過程において、血液が集まることにより鬱血が生じることが原因であるとして、加齢により筋肉痛の発生が遅くなることは、細胞分裂が衰えることにより回復に時間がかかるためとしている。一方、加齢による筋肉痛のピークの遅れはないとする研究もある。

## 予防法
トレーニング前後に下記を行うことで、筋肉痛を予防したり軽減することができる。
運動前
- 準備運動やストレッチを行う。
- アップを入念にする。

運動後
- ランニング後にすぐに座りこまず、数分ほど歩いてから休む。
- ダウンを入念にして、ストレッチをしておく。
- マッサージを行う。

帰宅後
- 栄養のある食べ物を取る。
- ゆっくり入浴する。
- 身体を冷やさないようにする。
- 軽めにストレッチしてから就寝する。

## 解消法
通常は、筋線維とその周りの結合組織の回復過程が終息するに伴い、筋肉痛も自然に解消の方向に進む。
痛みを和らげる方法としては、下記のものがある。
- 消極的休息
  - 冷やす。
  - 時間がたってから安静にする。
  - ホッカイロを貼ったり、入浴などで筋肉を温める。
- 積極的休息
  - 軽度の運動で血行をよくする。
  - ストレッチングで血行をよくする。

痛みについては、湿布を貼ることで痛みを軽減できるので効果的ではあるが、湿布は麻酔の一種であり、筋肉の損傷そのものを回復しているわけではない。痛みが軽減されたことで気づかないうちに無理をして、筋肉痛を悪化させたり怪我に繋がる可能性があるので、注意が必要である。

## トレーニングと筋肉痛
筋肉痛の強さはトレーニング量や運動時間に単純比例するものではなく、有効なトレーニングに必ずしも筋肉痛は必要ない。前述の通り、伸張性収縮を極力起こさないように運動を行えば、筋肉痛を抑えることも出来る。しかし、筋力強化や筋肥大を目的としてハードなトレーニングを行えば、通常は筋肉痛につながる。